# Hangplek

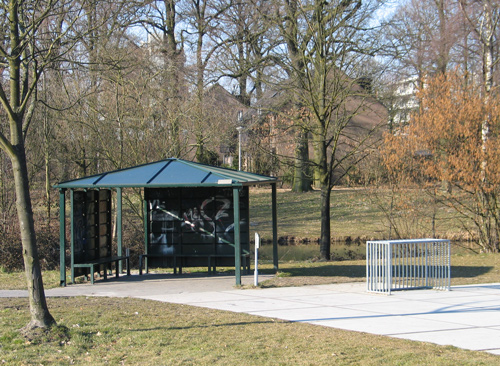
Door gemeente aangelegde hangplek+trapveld in de wijk Zwanenveld (Dukenburg) van Nijmegen

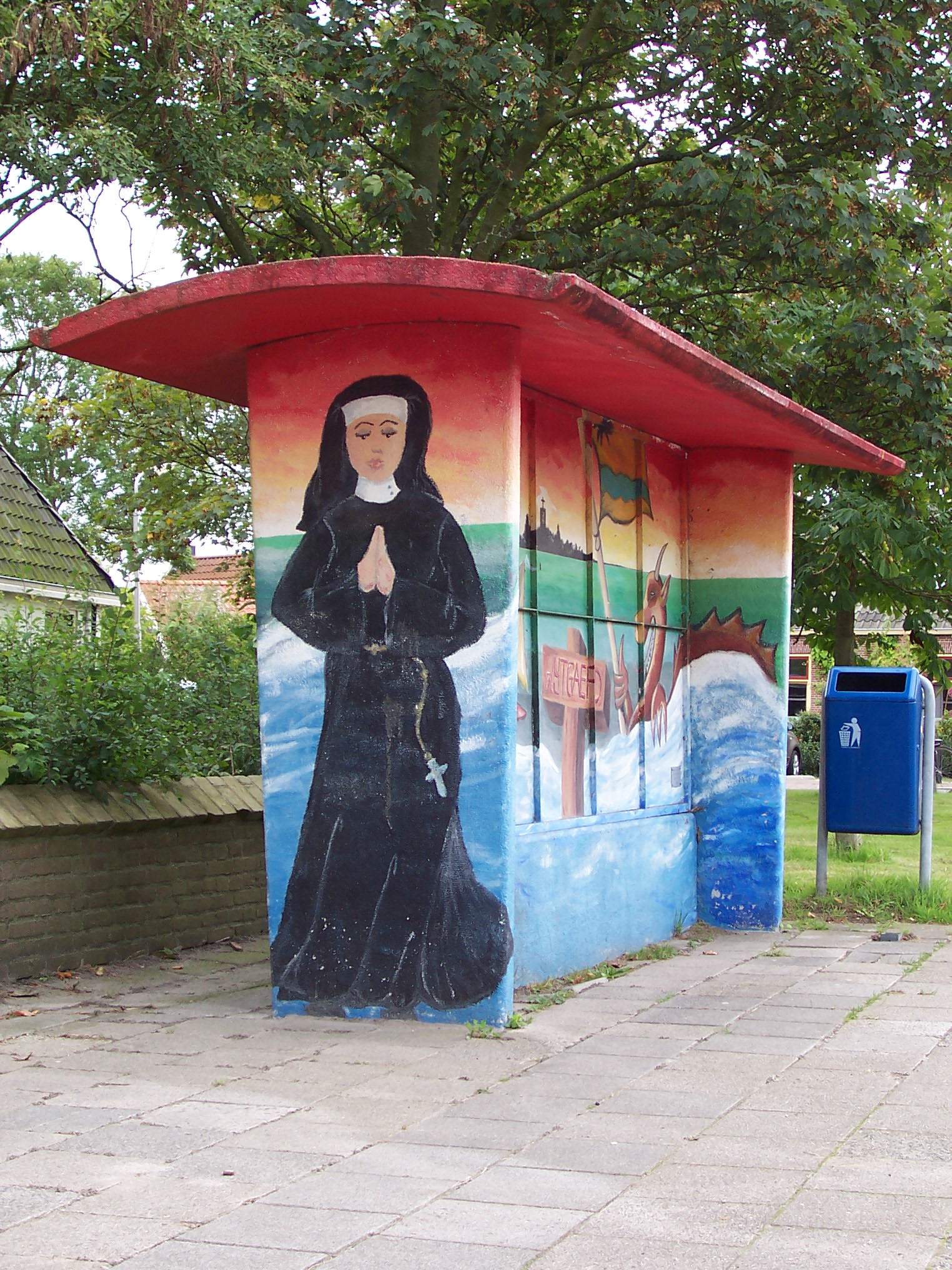
Hangplek in Wijtgaard, Friesland

Een hangplek, tegenwoordig ook wel Jongerenontmoetingsplek (JOP) genoemd, is een speciaal ingerichte plek waar zogenaamde hangjongeren rond kunnen hangen.
Veel gemeenten hebben zulke hangplekken ingericht, om te voorkomen dat de hangjeugd verblijft op plekken waar hun aanwezigheid anderen tot overlast is. Een hangplek is dan vaak niet midden in een woonwijk en niet pal aan een doorgaande route. Het meubilair bestaat vaak uit een vandalismebestendig bankje met beschutting tegen de regen. Het heeft een oppervlakte van ongeveer 40 m². In het midden van de constructie staat veelal een betonnen kolom die dan tegelijkertijd gebruikt kan worden voor allerlei vormen van graffiti.
Ook een plek waar men op eigen initiatief rondhangt wordt hangplek genoemd. Dat spontaan bijeen komen gebeurt niet alleen door jongeren. In 2005 werd in een winkelcentrum in Oude Pekela een verbod van kracht om rond te hangen. Het verbod was speciaal bedoeld om ouderen te weren. In een vestiging van McDonald's in Almere beklaagde de bedrijfsleider zich erover dat een groep ouderen dagelijks in zijn zaak bijeenkwam om bij het genot van een enkel kopje koffie de beste zitplaatsen langdurig bezet te houden.

## Wet- en regelgeving in Nederland
De politiestrafbeschikkingsfeiten E 125 a en b, elk met een tarief van € 90, luiden respectievelijk "zonder redelijk doel zich in een portiek of poort ophouden of in, op of tegen een raamkozijn of een drempel van een gebouw zitten of liggen" en "zonder redelijk doel zich anders dan als bewoner of gebruiker van flatgebouwen, appartementsgebouwen en soortgelijke meergezinshuizen of van publiek toegankelijke gebouwen bevinden in een voor gemeenschappelijk gebruik bestemde ruimte". Bij "(in of op) een voor het publiek toegankelijk portaal, telefooncel, wachtlokaal voor een openbaar vervoermiddel, parkeergarage, rijwielstalling of een andere soortgelijke ruimte zich zonder redelijk doel en op een voor anderen hinderlijke wijze ophouden" is de boete € 130.